# Florian Rapiteau
Florian Rapiteau, né le 29 novembre 1998 à Saint-Sébastien-sur-Loire, est un coureur cycliste français.

## Biographie
Formé au Vélo Club Sébastiennais, Florian Rapiteau intègre l'US Saint-Herblain en 2017 pour ses débuts espoirs (moins de 23 ans). Il court ensuite en 2018 à l'UC Nantes Atlantique, club de division nationale 1, tout en validant un BTS Transport et prestations logistiques,.
En 2020, il décide de rejoindre l'équipe Laval Cyclisme 53. Bon puncheur, il se distingue lors de la saison 2022 en étant l'un des meilleurs amateurs français, avec plusieurs victoires et de nombreuses places d'honneur. Il brille notamment sur des courses inscrites au calendrier de l’UCI en remportant trois étapes du Tour de la Guadeloupe. Il termine par ailleurs deuxième de la première étape du Tour de Normandie,. 
Grâce à ses bons résultats, il passe professionnel en 2023 au sein de l'équipe continentale Saint Michel-Auber 93. Il reprend la compétition en janvier au Grand Prix La Marseillaise, où il est membre de l'échappée du jour. Le mois suivant, il est de nouveau échappé sur la première étape du Tour des Alpes-Maritimes et du Var. En juin, il remporte la septième édition du Tour d’Erdre et Gesvres à Casson.

## Palmarès et résultats

### Par année
- 2018
  - 3e du Prix de Bonnétable
- 2019
  - Circuit du Bocage vendéen
  - Grand Prix de Saint-Pierre-la-Cour
  - Grand Prix de la Saint-Louis
  - 2e de la Route d'Or du Poitou
  - 2e du Prix des Vendanges
  - 3e du Tour de Brissac-Loire-Aubance
  - 3e du Grand Prix de la Roche aux Fées
- 2020
  - 2e du Tour de Brissac-Loire-Aubance
- 2021
  - Prix Paul Fréhel
  - Tour des Mauges
  - Boucles de la Loire
  - 2e du Prix des Pirons d'Aslonnes
  - 3e du Grand Prix de Villejésus
  - 3e du Challenge Mayennais
  - 3e de la Ronde Mayennaise
- 2022
  - Boucles de la Loire
  - Trophée Loïc Laval
  - 2e épreuve de la Ronde Finistérienne
  - Grand Prix de Nantes
  - Prix Paul Fréhel
  - 2e, 5e et 6e étapes du Tour de la Guadeloupe
  - 2e du Tour de Loire-Atlantique
  - 2e du championnat des Pays de la Loire
  - 2e du Trophée Noret
  - 2e de L'Armoricaine Cycliste
  - 2e de la Ronde Mayennaise
  - 3e du Souvenir Manu-Cruaud
  - 3e du Circuit des Deux Provinces
  - 3e du Grand Prix de Plouay amateurs
- 2023
  - Tour d'Erdre et Gesvres[9]
- 2024
  - Classiques de Pornic
  - La Castelbriantaise
  - Grand Prix des Perreyeux
  - 2e du Prix Paul Fréhel
  - 2e du Grand Prix de Beuzec-Conq
  - 3e de la Nocturne de Blossac
  - 3e de la Route d'Or du Poitou
  - 3e du Prix de la Saint-Laurent
- 2025
  - Souvenir Manu-Cruaud
  - 2e des Boucles dingéennes
  - 2e de la Yellow Race

### Classements mondiaux
| Année           | 2022   |
| --------------- | ------ |
| UCI Europe Tour | 1 015e |